# 桃園市大華高級中等學校
桃園市私立大華高級中學（英語：Ta Hwa High School），簡稱大華中學、大華高中，位於桃園市楊梅區，原位於臺北市，1989年遷往現址，是一所私立完全中學。

## 校史沿革

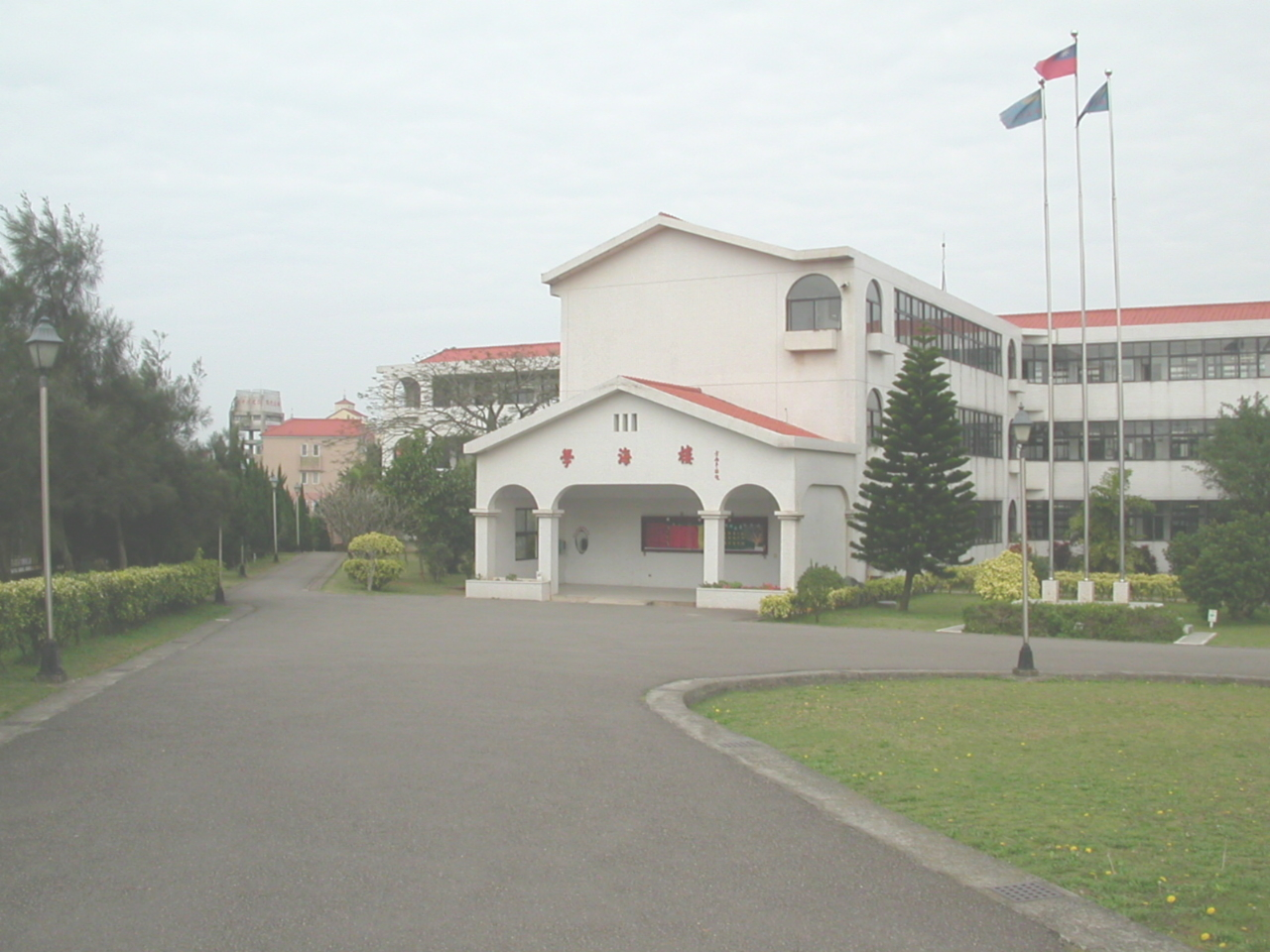
大華高級中學學海樓

- 1962年：方平女士創立私立大華中學，校址位於臺北市信義區吳興街。
- 1968年：適政府推動九年國民教育，增設初中部，改為私立大華中小學。
- 1978年：小學部停辦。
- 1980年：臺北市政府為市政建設，在當時大華校區建設道路貫穿校地，導致學校必須遷往他處。
- 1989年：校舍遷至桃園市楊梅區現址。
- 1998年：增設高中部，改制為私立大華高級中學。
- 2001年：大華幼兒園復校。
- 2017年：國小部恢復招生。
- 2024年：高中部獲准增班。

## 歷任校長
| 任期 | 姓名   | 任職日期 | 離職日期 | 備註                                   |
| ---- | ------ | -------- | -------- | -------------------------------------- |
| 1    | 方平   | 1962年   | 1974年   |                                        |
| 代理 | 王振寰 | 1974年   | 1977年   |                                        |
| 2    | 谷夢華 | 1977年   | 1982年   |                                        |
| 代理 | 王振寰 | 1982年   | 1990年   |                                        |
| 3    | 王振寰 | 1990年   | 1994年   |                                        |
| 4    | 楊之義 | 1994年   | 1998年   |                                        |
| 代理 | 徐美山 | 1998年   | 2000年   |                                        |
| 5    | 張復興 | 2000年   | 2001年   |                                        |
| 6    | 陳文瑛 | 2002年   | 2005年   |                                        |
| 7    | 黃家德 | 2005年   | 2009年   |                                        |
| 8    | 唐尚智 | 2009年   | 2014年   |                                        |
| 9    | 顏慕德 | 2014年   | 2018年   |                                        |
| 10   | 張佩瑜 | 2018年   | 2023年   | 原教務主任升任，任內退休               |
| 11   | 王炎川 | 2023年   | 現任     | 原桃園市立內壢高級中等學校退休校長轉任 |

## 校園建物
- 德賢樓（地下1樓:美術教室、1樓:總務處、人事室、校史室、會議室、二樓:國學館｛會議室｝、音樂教室）
- 學海樓（國、高中部教室、科任教室{化學、生物、物理實驗室}、學務處、教務處、圖書館、數位教室、高斯教室、共同教室、各科辦公室｛地下一樓:社會科、二樓:國文科、英文科、數理科｝、視聽教室、社會特科教室、輔導室、簽到室）
- 凱旋樓（體育館、活動中心、樂活教室、桌球教室）
- 華浩樓（舊男生宿舍，現為探索中心，供童軍團及童軍課下雨時之備用場地）
- 智賢樓（樂旗隊樂器及旗隊用品放置室）
- 定得樓（1~4樓:1、2女生宿舍、3、4男生宿舍、合作社、餐廳）

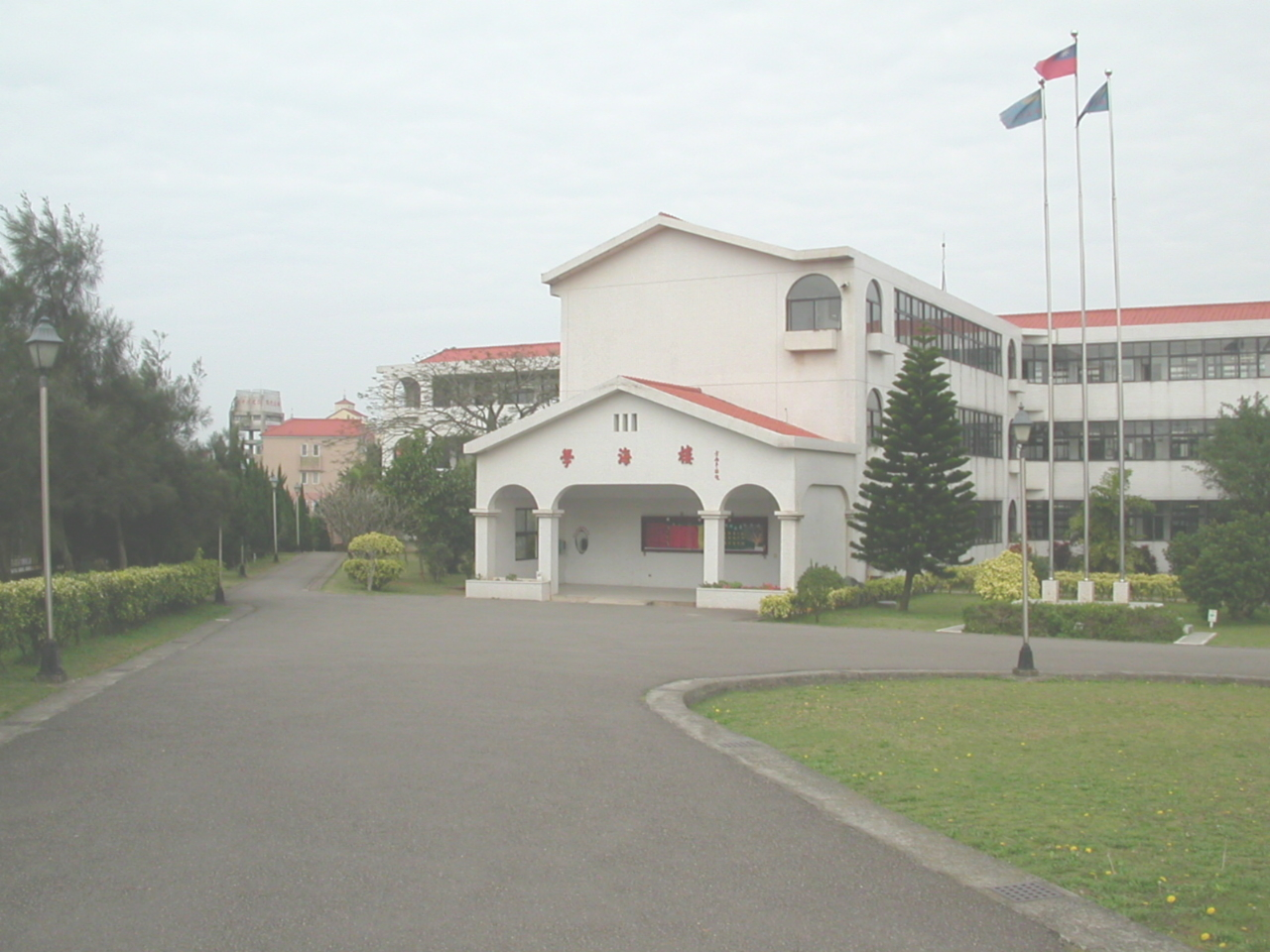
學海樓
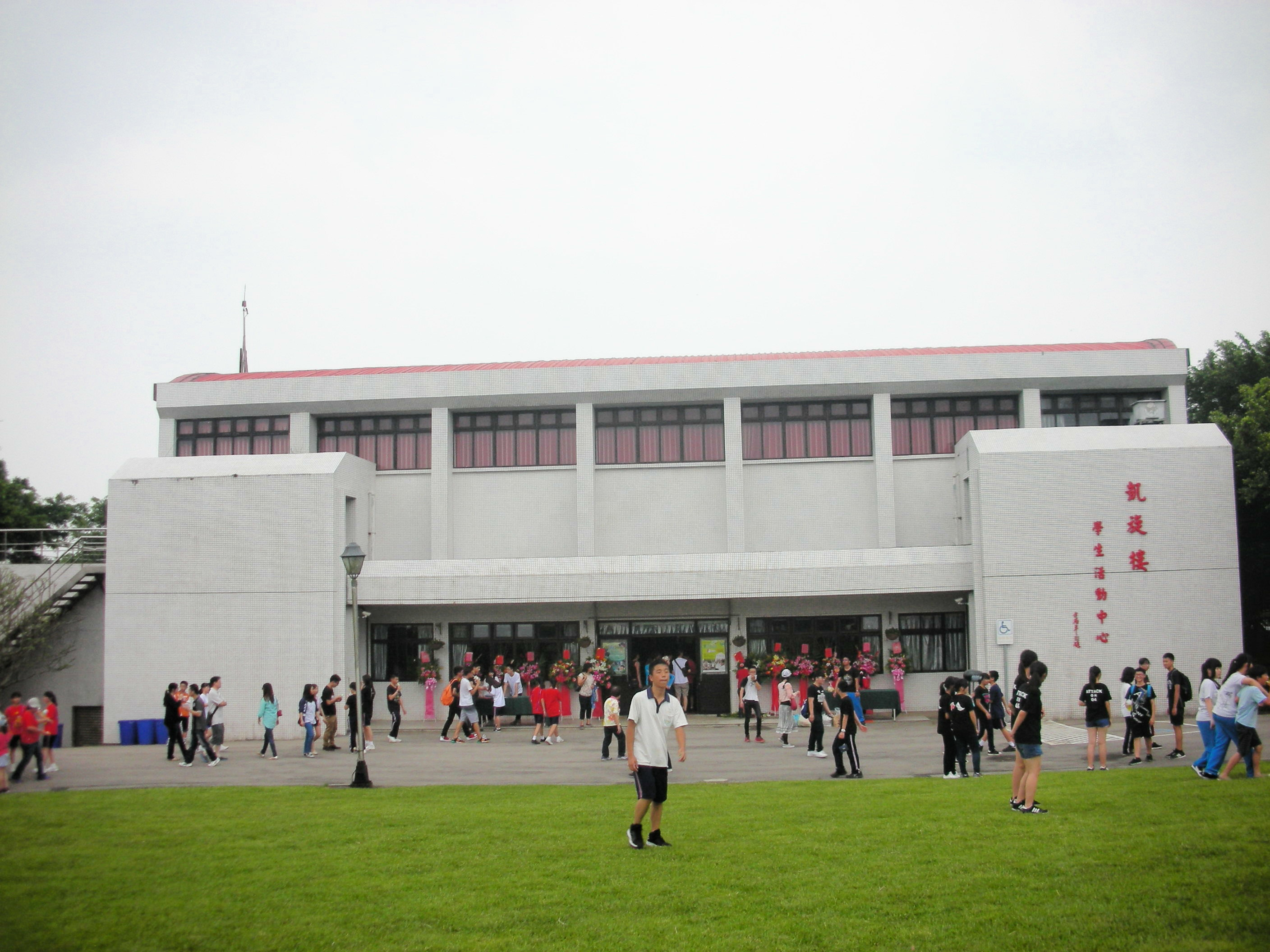
凱旋樓
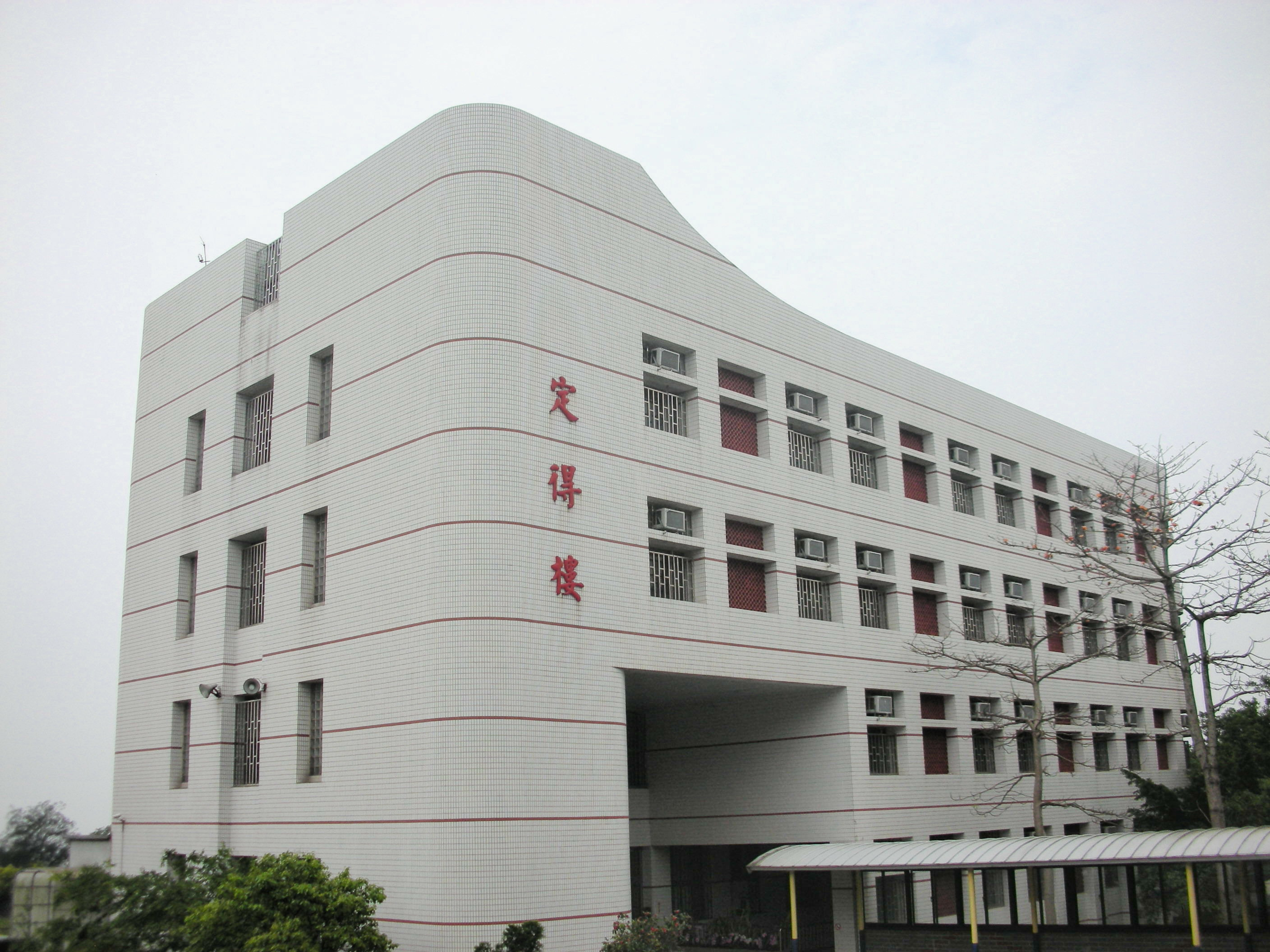
定得樓
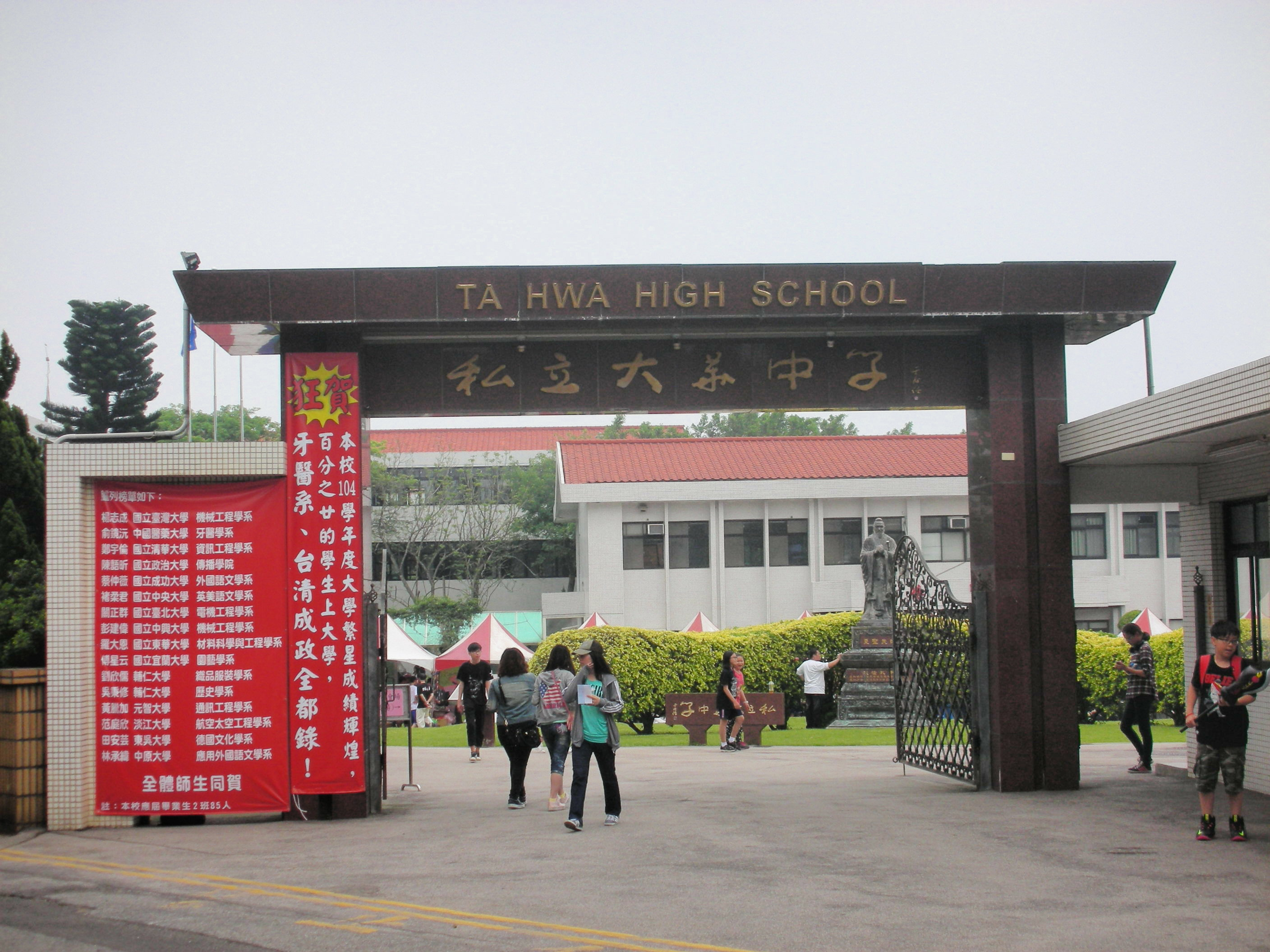
校門

## 外部連結
- （繁體中文）私立大華中學

24°52′56.39″N 121°10′25.73″E / 24.8823306°N 121.1738139°E